# Établissement d'hébergement pour personnes âgées dépendantes

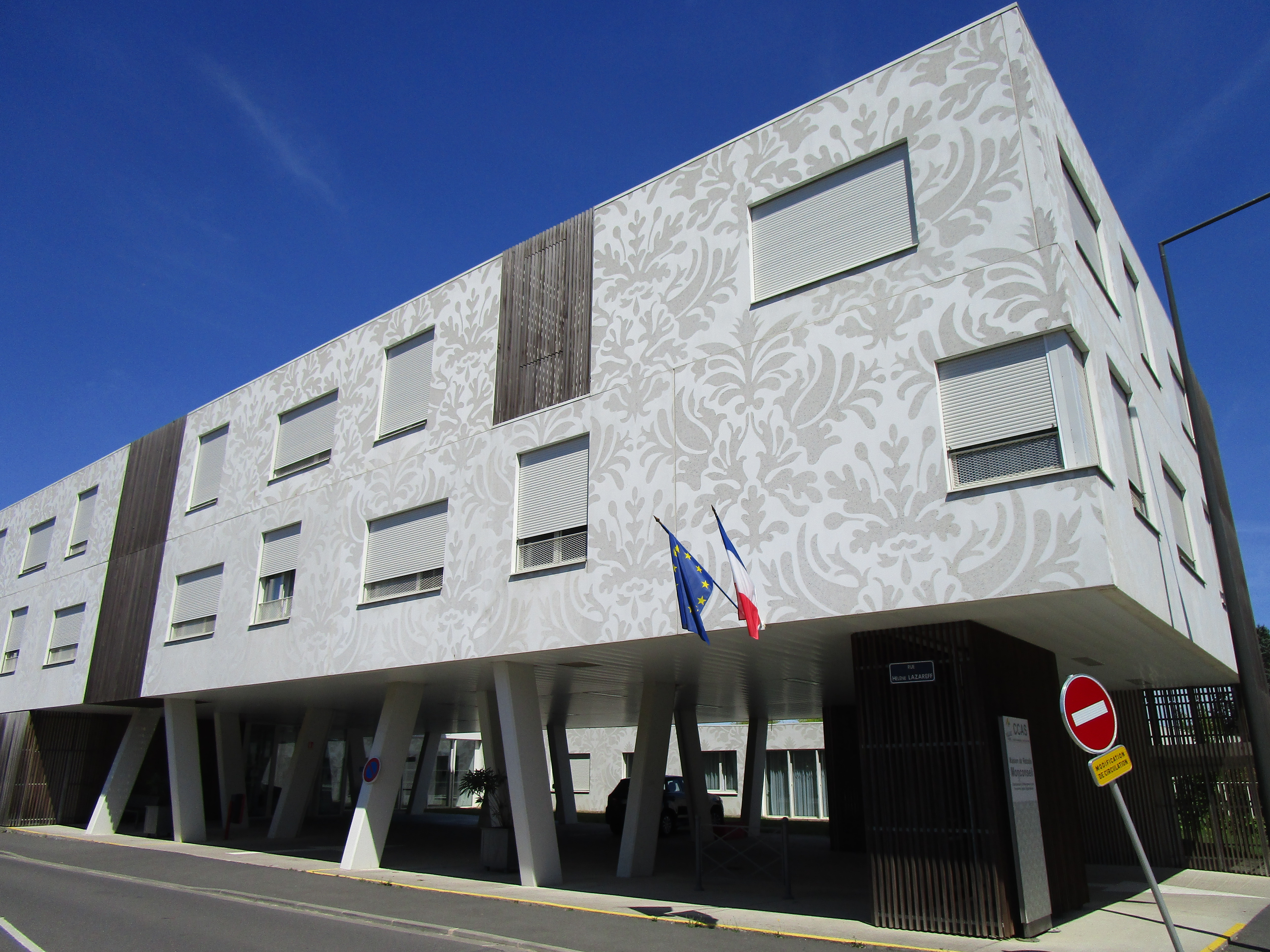
L'Ehpad du quartier Monconseil de Tours.

« EHPAD » redirige ici. Pour l’article homophone, voir EPAD.
En France, l'établissement d'hébergement pour personnes âgées dépendantes (EHPAD ou Ehpad) est la forme d'institution pour personnes âgées la plus répandue. C'est une maison de retraite médicalisée, dotée de l’ensemble des services afférents tels que la restauration, les soins médicaux et les assistances soumises à autorisation, permettant son exploitation. Un Ehpad est un établissement médico-social.
Les Ehpad peuvent accueillir des personnes autonomes à très dépendantes (maladies chroniques) ; ils doivent justifier d’équipements adaptés et de personnel médical (médecin coordonnateur) et paramédical (infirmier coordinateur, infirmiers, aide-soignants, auxiliaires de vie) dont le nombre est fixé selon la capacité d'accueil de l'établissement et par négociation en convention tripartite (Ehpad – conseil départemental – agence régionale de santé) après calcul de la prise en charge moyenne par résident.

## Réglementation
Depuis la loi no 2002-2 du 2 janvier 2002 rénovant l'action sociale et médico-sociale, les maisons de retraite médicalisées changent de statut pour devenir progressivement des Ehpad en s'engageant sur des critères qualitatifs.
Les établissements médicalisés autorisés à héberger des personnes âgées dépendantes de 60 ans et plus, quel que soit leur statut juridique actuel ou leur appellation, doivent respecter un corpus législatif et réglementaire profondément remanié à la fin des années 1990 : loi du 24 janvier 1997, complétée par les décrets du 26 avril 1999. Ce corpus a été modifié à plusieurs reprises. Comme tous les établissements médico-sociaux en France, les règles qui régissent le fonctionnement des Ehpad sont regroupées dans le Code de l'action sociale et des familles.
En 2001, il existait, sur le territoire, 10 100 établissements pour personnes âgées qui pouvaient être concernées par la réforme des EHPAD.

## Fonctionnement
Un Ehpad peut être public, privé non lucratif ou privé lucratif. Entrer dans un Ehpad entraine la particularité de signer un bail commercial.
Sa création est soumise à une procédure d'autorisation préalable conjointe du président du Conseil départemental et du directeur général de l'Agence régionale de santé (ARS).
Il doit être autorisé à dispenser des soins aux assurés sociaux pour l'ensemble de sa capacité et doit conclure avec l'État et le Conseil général une convention tripartite pluriannuelle fixant, pour une durée de cinq ans, les objectifs de qualité de la prise en charge des résidents et ses moyens financiers de fonctionnement (budget dépendance et hébergement délivré par le Conseil Général et le budget soin délivré par l'ARS). L'établissement exprime également dans la convention pluriannuelle tripartite l'option tarifaire relative à la dotation soins (voir infra). Les résidents bénéficient d’une protection juridique spéciale, à l'instar de celle reconnue aux personnes vulnérables accueillies dans les autres catégories d’établissements et services sociaux et médico-sociaux.
En 2018, dans un rapport parlementaire, les députées Monique Iborra (La République en marche, Haute-Garonne) et Caroline Fiat (La France insoumise, Meurthe-et-Moselle) font état d'une situation difficile pour les Ehpad. Elles affirment qu'ils n'ont pas les moyens de prendre en charge correctement les résidents ou résidentes de plus en plus dépendants. La gravité des pathologies augmente car les personnes entrent de plus en plus tard et en dernier recours dans les Ehpad, voulant privilégier le maintien à domicile. Ces services inadaptés engendrent une prise en charge dégradée, et de la souffrance au travail pour le personnel soignant. En 2018, il y a en moyenne 24,5 aides-soignants et 6 infirmiers pour 100 résidents ; les autrices du rapport estiment qu'il faudrait doubler ces ratios. Les autrices proposent également d'ouvrir les établissements à l'extérieur, en proposant par exemple des prestations à domicile ; elles suggèrent aussi la création d'établissements spécialement consacrés à la maladie d'Alzheimer. Dans l'ensemble, les revendications syndicales rejoignent cette analyse et ces propositions,.

## Système de tarification
Les charges de fonctionnement sont réparties entre les trois sections tarifaires: hébergement, dépendance et soins.
Les charges de personnel sont réparties dans chaque section de la manière suivante :
| Personnel                       | Hébergement | Dépendance | Soins |
| ------------------------------- | ----------- | ---------- | ----- |
| Direction, administration       | 100 %       | 0 %        | 0 %   |
| Restauration, services généraux | 100 %       | 0 %        | 0 %   |
| Animation, service social       | 100 %       | 0 %        | 0 %   |
| ASH, agents de service          | 70 %        | 30 %       | 0 %   |
| AS, aide-soignants              | 0 %         | 30 %       | 70 %  |
| Psychologue / AMP               | 0 %         | 100 %      | 0 %   |
| Infirmiers                      | 0 %         | 0 %        | 100 % |
| Auxiliaires médicaux            | 0 %         | 0 %        | 100 % |
| Médecin                         | 0 %         | 0 %        | 100 % |
| Personnel pharmacie (si PUI)    | 0 %         | 0 %        | 100 % |

### Tarif «hébergement»
Entièrement à la charge du résident ou de sa famille, il peut éventuellement, sous conditions de ressources, bénéficier de certaines aides au logement (APL/ALS). Ce tarif couvre toutes les dépenses relatives à l’hôtellerie, la pension complète, les frais de blanchissage du linge du résident et l’animation. Ce tarif est assujetti à une TVA de 5,5 % lorsque l'établissement est à but commercial ou bien lorsqu'il est soumis au régime de la TVA. Dans les établissements habilités à l'Aide Sociale, le Conseil départemental, sous condition de ressource, peut prendre à sa charge le tarif « hébergement ». Dans ce cas, le Conseil Général récupère 90 % des revenus de la personne âgée et peut exercer un recours sur succession. Il peut également, dans le cadre de l'obligation alimentaire définie par le Code Civil, demander aux ayants droit de la personne de contribuer à ses frais de prise en charge.

### Tarif «dépendance»
Il est variable selon les départements, et déterminé en fonction du degré de dépendance de la personne hébergée, évalué par un médecin en fonction de la grille AGGIR. Ce tarif est fixé, pour chaque établissement, selon les moyens définis dans la convention tripartite pour assurer la prise en charge des résidents. Il est à la charge de la personne accueillie, qui peut en fonction de ses ressources bénéficier de l'allocation personnalisée d'autonomie (APA) financée par le Conseil général. L'allocation est versée soit à la personne, soit à l'établissement. Dans ce dernier cas, elle peut être versée sous forme de dotation globale.
L'APA ne couvre jamais la totalité du tarif « dépendance », dont une partie reste à la charge du résident quel que soit son niveau de revenu, correspondant au moins au tarif « dépendance » des personnes selon leur niveau de perte d'autonomie, indiqué par leur classement en groupe iso-ressources (GIR) selon la grille Aggir (Article R. 232-19 du code de l'action sociale et des familles). La participation du résident comprend, en plus, si ses revenus excédent 2,21 fois le montant de la majoration pour aide constante d'une tierce personne, un montant pouvant atteindre 80 % du tarif « dépendance ».
Le tarif « dépendance » est supposé couvrir toutes les dépenses relatives à la perte d'autonomie, les aides à l’habillage et à la toilette, les aides aux repas, les produits pour l’incontinence ainsi que les suppléments de blanchisserie causés par l’état de dépendance de la personne. Ce tarif est assujetti à une TVA de 5,5 % lorsque l'établissement est à but commercial ou bien lorsqu'il s'est soumis au régime de la TVA. En 2021, son montant moyen est de 5,60 € par jour pour des personnes de GIR 5-6, 13,16 € par jour au GIR 3-4, et 20,76 € par jour pour les personnes les plus dépendantes, de GIR 1 ou 2.

### Tarif «soins»
L'établissement dispose de quatre options tarifaires :
- tarif partiel avec ou sans pharmacie à usage intérieur ;
- tarif global avec ou sans pharmacie à usage intérieur.

Le tarif « soins » est entièrement pris en charge par l'assurance maladie et versé à l'établissement sous la forme d'une dotation globale non soumise à la TVA. Selon l'option tarifaire choisie dans la convention tripartite, cette dotation couvre les charges suivantes :
| Option partielle                                                      | Option globale                                                                                        |
| --------------------------------------------------------------------- | --- |
| Rémunération du médecin coordonnateur                                 | Rémunération du médecin coordonnateur                                                                 |
| Rémunération des infirmiers salariés et auxiliaires médicaux salariés | Rémunération des infirmiers salariés et auxiliaires médicaux salariés                                 |
| Rémunération des infirmiers libéraux                                  | Rémunération des infirmiers libéraux                                                                  |
| 70 % des rémunérations des AS et AMP                                  | 70 % des rémunérations des AS et AMP                                                                  |
|                                                                       | Rémunération des médecins généralistes libéraux et des médecins salariés                              |
|                                                                       | Rémunération des auxiliaires médicaux libéraux                                                        |
|                                                                       | Examens de biologie et de radiologie, autres que ceux nécessitant un recours à des équipements lourds |

Le coût de la prise en charge des personnes âgées dépendantes, rendu plus visible par la création de l'allocation personnalisée d'autonomie et le versement de dotations de l'assurance maladie aux établissements et service, a conduit les pouvoirs publics à créer en 2004 une ressource nouvelle, la Contribution de solidarité pour l'autonomie (CSA). La problématique macro-économique du financement de la dépendance reste toutefois un sujet d'actualité, au point de justifier l'organisation, en 2011, d'un débat national.
Depuis le 1er août 2008, certains dispositifs médicaux (lits médicalisés, fauteuils roulants…), dont la liste a été fixée par arrêté ministériel ont été intégrés dans le tarif « soins » des Ehpad, quelle que soit l'option choisie.
Les médicaments sont inclus dans la dotation des établissements s'ils ont opté pour l'option pharmacie à usage intérieur. Une expérimentation est en cours depuis le 1er décembre 2009 afin de déterminer les modalités d'inclusion dans la dotation soins du coût des médicaments des résidents. Cette réforme pourrait être appliquée courant 2011.
Le montant de la dotation soins ne peut dépasser un plafond calculé à partir d'une formule prenant en compte le niveau de dépendance des résidents, au travers du GMP (GIR Moyen Pondéré), et l'importance de la charge en soins, au travers du PMP (PATHOS moyen pondéré). Ces deux indices sont évalués par le médecin coordonnateur et validés par un médecin de l'assurance maladie pour le GMP et par un médecin de l'ARS pour le PMP.
Selon une étude de KPMG en 2012,, le coût net moyen d’un résident en Ehpad s’établit à 2 416 € par mois, soit 79,2 € par jour (échantillon de 169 établissements, publics et privés sans but lucratif, situés hors Île-de-France). Plus le niveau de dépendance d’un résident est élevé, plus le coût net moyen journalier de sa prise en charge augmente. Les établissements dont la capacité est comprise entre 70 et 89 lits présentent les coûts moyens de prise en charge les plus bas.
Toujours selon l’étude de KPMG, le coût de la dépendance est en augmentation. Il s’établit par jour et par résident à 12,57 € en moyenne contre 8,81 € en 2008.
De la même manière, le coût des soins, qui comprend le personnel médical et les dépenses médicales courantes, est en augmentation pour s’établir à 24,5 € par jour et par résident, contre 22,20 € en 2008.
Le reste à charge médian pour le résident est de 1 412 € par mois en 2012 ; il est de 1 850 € en 2018.
Cette situation contribue à l'émergence de difficultés de paiement des frais d'hébergement ; ces difficultés ont donné lieu à une analyse juridique spécifique de laquelle il ressort que l'Ehpad n'est pas un domicile, que le contrat de séjour n'est pas un contrat de bail et que l'établissement peut être fondé à interrompre la délivrance des prestations au profit du résident défaillant.

### Calcul de la dépendance
Le degré d’autonomie ou de dépendance de la personne âgée est à déterminer avec précision car il influe aussi bien sur le choix de l’établissement, que sur le prix du séjour et sur le montant de l’APA attribué.
L'évaluation précise de la dépendance se fait à l'aide d'un outil réglementaire : la grille Aggir (autonomie, gérontologie, groupes iso-ressources), utilisée de façon identique par tous les établissements.
Le médecin coordinateur de l’établissement examine 10 facultés du senior : la cohérence dans la conversation et le comportement, l’orientation, la toilette, l’habillage, l’alimentation, l’élimination, les transferts, les déplacements intérieurs et extérieurs, la communication à distance. On attribue à chacune de ces variables une valeur A, B, ou C selon la façon dont la personne accomplit la tâche observée.
Le résultat permet de déterminer le groupe iso-ressources (GIR) de la personne :
- GIR 1 : dépendance totale, mentale et corporelle ;
- GIR 2 : grande dépendance ;
- GIR 3 : dépendance corporelle ;
- GIR 4 : dépendance corporelle partielle ;
- GIR 5 : dépendance légère ;
- GIR 6 : pas de dépendance notable.

## Système de notation et comparaison
Pour comparer les Ehpad, il existe plusieurs portails sur Internet :
- le site Pour-les-personnes-agees.gouv.fr[16], créé en 2015 par le ministère de la santé, permet de comparer le prix entre les différents Ehpad. Il permet également d'évaluer le montant restant à payer au résident ou ayant droit compte tenu des aides octroyées en fonction de l'établissement de résidence et de l'état de dépendance des résidents ;
- depuis 2013[17], l'annuaire du grand âge d'Agevillage (Annuaire.agevillage.com), propose aux résidents et à leurs familles de laisser un avis sur leurs Ehpad. Gratuit et indépendant[Selon qui ?], il recense plus de 30 000 adresses : Ehpad, services à domicile, associations, etc. Les sites d'information spécialisés Agevillage.com et Agevillagepro.com en sont à l'origine ;
- la Haute Autorité de santé[18] ;
- le Défenseur des droits demande régulièrement l'extension de son périmètre d'action aux Ehpad et aux autres établissements et services sociaux et médico-sociaux[19].

## Données statistiques

### Nombre d'établissements
Le nombre d'établissements pour personnes âgées dépendantes (Ehpad) est, en 2011, de 7 752 possédant 592 000 places (en 2007 : 514 640), soit une augmentation de 15,2 %. 1 681 sont des Ehpad privés à but lucratif, 2 271 sont des Ehpad privés à but non lucratif, 3 800 sont des Ehpad publics (dont 1 651 Ehpad publics hospitaliers, et 2 149 Ehpad publics non hospitaliers).
La moitié des Ehpad disposent d'une capacité d'accueil supérieure à 72 places. Le nombre de places dans les Ehpad est de 101 pour 1 000 habitants âgés de 75 ans ou plus en 2011. En 2019, avec 612 277 lits disponibles sur l'ensemble du territoire français, le taux d'équipement monte à 141 lits pour 1 000 habitants, avec une disparité persistante entre nord et sud de la France, et un taux très inférieur à la moyenne dans les DOM-TOM.
Le nombre d'établissements varie fortement d'un département à un autre. Selon une estimation du site logement-seniors.com, le Nord est le département qui dispose du plus d'Ehpad, avec 250 établissements. Au contraire, il y en a vingt-cinq dans les Hautes-Alpes. 

### Personnel
Le nombre de personnels en équivalent temps plein travaillant dans les Ehpad passe de 294 740 en 2007 à 360 790 en 2011. Entre 2007 et 2011, le taux d’encadrement par le personnel augmente de 4 points dans les Ehpad, pour atteindre 61 % en 2011, contre 57 % en 2007. Les deux tiers de cette hausse résulte de l’augmentation du nombre d’Ehpad entre 2007 et 2011. Le tiers restant est le résultat de l’amélioration du taux d’encadrement.
Les Ehpad, emploient, toutes professions confondues, 430 000 personnes (pour un volume horaire équivalent à 377 000 temps plein) soit 62,8 personnes en équivalent temps plein pour 100 places au 31 décembre 2015. Pour le seul personnel soignant (aides-soignants, infirmiers principalement), le taux d’encadrement varie de 22,8 postes pour 100 places pour les structures privées à but lucratif à 36,7 pour les structures publiques hospitalières.
En 2016, l'assurance-maladie recense dans le secteur de l'aide et des services à la personne 94,6 accidents du travail pour 1 000 salariés, soit près du triple de la moyenne nationale. Le taux d'absentéisme est de 30 % plus important que dans l'ensemble du secteur de la santé.

### Résidents
Au 1er janvier 2019 le nombre de résidents en France est de 577 208. En 2009, ils étaient 485 966, soit une augmentation moyenne annuelle de 1,7 %. 48 % des pensionnaires sont âgés de 75 à 89 ans et 40 % ont 90 ans ou plus.
Le niveau de dépendance des résidents est important : à la fin 2011, 89 % des personnes sont évaluées en GIR 1 à 4. Les trois quarts des résidents sont atteints d’au moins une affection cardiovasculaire, l’hypertension artérielle étant la plus fréquente. La proportion de personnes souffrant de démence s’élève à 42 % (dans les seuls Ehpad).

### Dépenses de soins
Les dépenses de soins de longue durée aux personnes âgées en EHPA et Ehpad sont passées de 3,228 milliards d’euros en 2005 à 4,175 milliards en 2014. Le rythme élevé de croissance résulte des plans de médicalisation et de développement des capacités d'accueil des établissements d'hébergement pour personnes âgées dépendantes (Ehpad). L'année 2014 est marquée par une progression inférieure (+ 2,4 %) à la suite d'un objectif national de dépenses d'assurance maladie médico-social plus contraint.
D'après les données du ministère de la Santé, plus de 80 % des pensionnaires n'ont pas les revenus suffisants pour régler la facture, pour un reste à charge moyen en 2018 de 1 850 euros. Ils sont amenés à puiser dans leur patrimoine ou sont aidés par leurs proches.
Selon le rapport de mars 2018 de la commission des affaires sociales de l’Assemblée nationale, pour faire face à la crise actuelle, l’État doit doubler le nombre de personnels soignants en investissant huit milliards d'euros dans un délai de quatre ans.

## Contrôles

### Contrôles financiers
Ils sont assurés notamment par la Cour des comptes, établissement par établissement en qui concerne les groupes privés. Cette faculté de contrôle qui n'existe que depuis 2016, est de portée très limitée puisque qu'elle ne vise que les postes du ressort du financement public (soins et dépendance) et ne permet pas de contrôler que les flux entre un établissement et son groupe financier d'appartenance, 60 à 70 % des sommes échappant ainsi à tout contrôle, y compris les marges arrière identifiées et absentes des comptes des établissements.

### Contrôles de fonctionnement
La Défenseure des droits, Claire Hédon a produit des analyses détaillées fondées sur les faits transmis par les usagers en octobre 2022 et en janvier 2023.

## Controverses

### Manque de personnel
En 2017, différentes études montrent que ce type d'établissement éprouve des difficultés à conserver son personnel. En 2008, le départ moyen des infirmiers diplômés d’État (IDE) et des aides-soignants (AS), en particulier dans le secteur privé, s’élevait respectivement à 61 % et 68 % en 2008, générant des surcoûts pour le recrutement, une moins bonne qualité de prise en charge et une baisse de la productivité avec la formation nécessaire aux nouveaux arrivants. La proximité d'un hôpital incite davantage le personnel à quitter ce type d'établissement pour travailler dans le sanitaire, en raison de la pression liée au manque de personnel dans les établissements privés.
En septembre 2017, aux Opalines, dans le Jura, les aides-soignants font une grève de presque quatre mois pour demander de remédier à la situation. À Paimbœuf, en Loire-Atlantique, ce sont les résidents qui dénoncent leurs conditions de vie, proches de la maltraitance. Certains n’ont pris qu’une seule douche en trois ans. Carole Gauvrit de la Fédération nationale des associations d’aides-soignants parle, en raison de ce manque de personnel, d'une maltraitance institutionnelle. En France il y a cinq professionnels pour dix résidents, contre huit pour 10 en Allemagne et en Belgique ou 12 pour 10 en Suède et au Danemark. Les plans solidarité grand âge s'accumulent depuis 20 ans, mais la France ne rattrape pourtant pas son retard.
Une mission parlementaire fait un état accablant du manque de personnel et de leurs conditions de travail, deux fois plus d'accidents du travail que sur la moyenne nationale, dépassant même le BTP. Un tiers des établissements n'ont pas de médecin coordonnateur et quasiment aucun établissement n'a d'infirmière de nuit, obligeant à des hospitalisations aux urgences dans de nombreux cas où cela ne serait pas nécessaire.
En octobre 2017, des professionnels de santé, directeurs d'Ehpad et syndicats alertent la présidence de la République à propos de la détérioration des conditions de travail du personnel dans la prise en charge des personnes âgées. Si le personnel est dévoué, les moyens manquent, le temps et les effectifs aussi, obligeant le personnel à courir d'une chambre à l'autre.
Une étude montre également, que parmi les critères de difficulté de recrutement, il y a les horaires accrus en raison du manque de personnel, le temps passé à gérer un grand nombre de patients ne permettant pas de les servir convenablement en particulier dans des lieux trop grands ou inadaptés. Il y a une part grandissante de résidents dépendants dont le personnel n'a pas le temps de s'occuper en raison du manque de personnel. L'amplitude des horaires, coupés, rend la situation difficile quand le personnel doit s'occuper de ses enfants. Il y a un taux d’absentéisme très élevé, entre 8 % et 26 %. Le remplacement de médecin-coordonnateur ou d’infirmier est également problématique, ces postes étant uniques ou peu nombreux. les remplacements sont financés par l'ARS sur des enveloppes « crédits non renouvelables » initialement réservés aux projets innovants, et de plus en plus détournés pour financer les remplaçants .
En mars 2020, dès le début de la crise de la Covid-19 en France le personnel soignant alerte du manque d'effectif et de moyens techniques, rappelant qu'une partie du personnel tombe malade, augmentant davantage ce manque de personnel. Le manque de moyen technique (masques, charlottes est aussi mis en avant).
En avril 2020, pendant l'épidémie de la Covid-19, l'Ehpad « Jardin des plantes » dans le 5e arrondissement de Paris, sur 98 patients, 21 personnes décèdent de la Covid, 14 autres sont infectés. Une vidéo diffusée le 12 avril par la chaîne belge RTL Info, montre un Ehpad sans personnel,. Dans certains Ehpad, les personnels se voient imposer des 60 h de travail, pour d’autres ce sont leurs congés payés qui sont rognés. Les Ehpad sont pourtant gérés par des grands groupes comme Korian (renommé Clariane), DomusVi, Orpea (renommé Emeis). Le docteur Marian, fondateur d'Orpea, est une des 500 plus grandes fortunes françaises et certains de ses établissements sont implantés dans de nombreux pays dont la Chine. Il revend 456 millions d’euros l'ensemble de ses actions en janvier 2020, au début de la crise,.
Dans Ehpad du Val-d'Oise, la fille d'un pensionnaire raconte les difficultés à voir son père, les chambres étant cadenassées.
En juin 2020, à la fin du premier confinement de l'épidémie de Covid-19, Marcellin Meunier un médecin démissionne d'un Ehpad de Vendée, en raison du manque de personnel.
En janvier 2021, l'Ehpad de Trélazé, près d'Angers, en raison d'un manque de personnel lié à une trentaine d'arrêts maladies, tente de passer par le réseau social Facebook pour pallier la pénurie de personnel au moment où les résidents devaient se faire vacciner.

### Décès pendant la pandémie de Covid-19
À l'arrivée de la pandémie de Covid-19 en France, causée par le coronavirus SARS-CoV-2, il est vite apparu que les statistiques de sa prévalence et de la mortalité associée dans les Ehpad ne remontaient au niveau national ni via les agences régionales de santé, ni autrement, malgré une grande inquiétude à ce sujet. Les professionnels, associations ou syndicats du secteur ont alerté ensemble, ou séparément, Olivier Véran, Ministre de la Santé à ce sujet. Ce n'est qu'à partir du 2 avril 2020 que ces données ont pu participer à l'agrégation nationale. Ils ont ensuite montré une forte irrégularité quotidienne, y compris des périodes sans aucune remontée et parfois des nombres négatifs de décès, révélant de fortes disparités entre les établissements dans le dispositif statistique.
En mars 2020, le manque de moyens est responsable de nombreux décès, notamment le manque de concentrateurs d'oxygène. La seule chose que propose le gouvernement est une application pour gérer les cas, mais il y n'y a pas de blouses, ni de charlottes, et un seul masque FFP1 par salarié. Il n'y a aucune chance pour qu'en cas de difficultés, les pensionnaires soient prises aux urgences, celles-ci étant déjà saturés par les cas, et les personnes âgées ne sont donc plus prioritaires. Les morts se comptes en centaines, laissant une partie du personnel qui n'est alors plus capable de venir travailler. en avril il y avait déjà plus de 10 000 décès dans les établissements médicaux et médicaux-sociaux dont une grande majorité en Ehpad.
En avril 2020, pendant l'épidémie de la Covid-19, l'Ehpad « Jardin des plantes » dans le 5e arrondissement de Paris, sur 98 patients, 21 personnes décèdent de la Covid, 14 autres sont infectés. Une vidéo diffusée le 12 avril par la chaîne belge RTL Info, montre un Ehpad sans personnel,. Dans certains Ehpad, les personnels se voient imposer des 60 heures de travail, pour d'autres ce sont leurs congés payés qui sont rognés. Les Ehpad sont pourtant gérés par des grands groupes comme Korian (aujourd'hui Clariane), DomusVi ou Orpea (aujourd'hui Emeis). Le docteur Marian, fondateur d'Orpea est une des 500 plus grande fortunes françaises, certains de ses établissements sont implantés dans de nombreux pays dont la Chine. Il revend 456 millions d'euros l'ensemble de ses actions en janvier 2020, au début de la crise,. Au même moment, au Canada, dans  un Ehpad également, en avril 2020, 31 pensionnaires décèdent en raison de la pandémie et le personnel fuit l'établissement.
En mai 2020, depuis le début de la crise, la moitié (12 769 décès sur les 25 531 en France) sont dans des Ehpad. Le quotidien Le Monde a interrogé, les familles, directeurs, soignants, médecins, qui estiment avoir mené « une guerre sans arme », sur « un front sous-estimé » par le gouvernement avec des « directives ministérielles peu claires, inadaptées » et corrigées trop tard. D'après les statistiques de l'Insee, il y a 56 % de décès en plus du 1er février au 20 avril que l'année précédente sur la même période dans ce type d'établissement. Ce bilan s'élève à +249 % en Île-de-France et +108 % dans le Grand Est.
Selon le Sénat français, en septembre 2020, 14 000 personnes étaient décédés dans les Ehpad de la pandémie. Les directeurs d'Ehpad se sont plaint d'avoir demandé dès le mois de janvier 2020 les mesures à prendre à la ministre de la santé, Agnès Buzyn, laisse resté sans réponse pendant un mois.

### Maltraitance
En mars 2010, Xavier Darcos, Nadine Morano et Nora Berra réunissent les 26 agences régionales de santé (ARS) pour renouveler les protocoles mis en place dans le plan 2007-2011 afin d'améliorer la « détection d'événements indésirables ou dramatiques » des établissements médico-sociaux accueillant des personnes âgées ou des personnes handicapées, lancé en 2007. L'envoi d'inspection surprise est mis en avant, pour le repérage des risques de maltraitance. Deux logiciels sont mis en place pour repérer plus facilement la maltraitance : « Prisme » (prévention des risques - inspection - signalement maltraitance en établissement social et médicosocial) et « Plaintes » (logiciel de suivi des plaintes). La circulaire DGCS/2A/2010/254 du 23 juillet 2010 réunit ces directives.
En 2017, Carole Gauvrit de la Fédération nationale des associations d'aides-soignants évoque une maltraitance institutionnelle en raison du manque de personnel.
En septembre 2020, à Onet-le-Château en Aveyron, des pensionnaires sont pris en photo dans des photos dégradantes qui sont diffusées sur des réseaux sociaux.

### Rétrocommissions et marges arrière
Dans son livre Les Fossoyeurs, Vincent Castanet dénonce la pratique de rétrocommissions et de marges arrière dans ce secteur médicosocial, en particulier le groupe Orpea (aujourd'hui Emeis) et le groupe Korian (aujourd'hui Clariane).
Une alerte avait été lancée le 9 octobre 2014 par le directeur de l'ARS Ile-de-France et ancien ministre de la santé Claude Évin auprès du ministre chargé des personnes âgées, sans suite administrative, les vérifications de ces points n'étant pas autorisées à la Cour des comptes.
Interrogé par le JDD le 29 janvier 2022, Korian/Clariane assure que les « procédures d’achat » ont évolué depuis 2014 avant d'ajouter : « nous n’avons pas de pratiques de remises a posteriori. Nous négocions des tarifs et ils sont applicables à l'ensemble des établissements du groupe ».

### Agressions sexuelles
Une enquête publiée par Mediapart en décembre 2022 révèle l'existence de dizaines de cas de viols sur des personnes âgées dépendantes dans les EHPAD, dont une centaine judiciarisés entre 2013 et 2022,. Dans 46 % des cas, les agressions sexuelles sont commises par le personnel,. Elles ciblent plus particulièrement des femmes atteintes de troubles cognitifs et de handicaps sévères, tels que la maladie d'Alzheimer,.

## Vie psychique, affective et relationnelle à l'EHPAD
Dans son article intitulé « L’humiliation et l’EHPAD », le psychiatre et psychanalyste Philippe Gutton tente d'analyser le ressenti de la personne âgée en fait d'humiliation au sein des EHPAD : « de façon négative puis de façon positive ». « L’humiliation est un affect négatif profond et souvent secret, engagé dans la dualité des processus de subjectivation et d’objectivation », écrit-il. Gutton reprend ce thème cher à Emmanuel Levinas (dans Éthique et réalité, 1982), selon lequel « l’intégrité psychique du sujet y est minée par le ressenti d’un écart vécu comme irrémédiable entre ce qu’il éprouve être et ce qui fut et sera attendu de lui », et fait écho à l'interrogation de Paul Ricoeur (dans Esprit, 1957, puis dans Histoire et vérité, 1964) : « Dans quelle mesure cette menace s'avance-t-elle dans notre civilisation européenne aujourd'hui ? » Le sujet voit en effet ses « manières d’être » s’altérer.
Toute vie en institution comportant en elle-même « une force humiliante », le paradoxe tragique de l'institution dite de soin « majore les humiliations que le vieillissement incite », souligne Philippe Gutton. La personne qui a besoin d'aide et de soin « donne emprise sur elle à une autre personne ou une structure avec le risque d’un « mésusage » du pouvoir reçu et d’un affect d’humiliation pour le soigné ».
Le travail dit « positif » en EHPAD est difficile, remplie d'embûches. Le patient comme déporté de son « chez soi » habituel, a à faire avec « la chambre étrangère, les voisins inconnus [...], la porte fermée à clef à des fins protectrices, la porte ouverte aux bruits et combattant forcément la solitude, la pudeur blessée, [...] les horaires des repas imposés, [...] les soignants régulièrement pressés… bien entendu les modalités nouvelles de relations familiales ».
Dans une seconde partie de son texte, Philippe Gutton donne l'exemple d'une patiente de 90 ans, qui va réussir à « parler » pour dire ce qui ne va pas pour elle à l'EHPAD. Il conclut à propos de Madame C. : « Une des forces contre l’humiliation en EHPAD est d’abord et toujours d’en parler », et au sujet de l'EHPAD, il cite Margalit Avishaï dans La Société décente (1999) en rappelant combien « c’est un énorme effort jamais achevé que de vouloir créer une institution “juste” ».

#### Établissements
- Services de soins pour personnes âgées
- Maison de retraite
- Hospice
- Résidence services seniors
- Services à la personne en France
- Orpea, Korian, DomusVi

#### Définitions et Législation française
- Troisième âge
- Gériatrie
- Gérontologie
- Branche autonomie
- Droit des institutions sociales et médico-sociales
- Loi relative à l’adaptation de la société au vieillissement
- Allocation personnalisée d'autonomie (APA)

#### Autres
- Maltraitance institutionnelle
- Maltraitance des personnes âgées
- Retraite en France